# Orchestraevoce
Orchestraevoce è un album di cover del cantante italiano Francesco Renga, pubblicato il 13 novembre 2009 dalla Universal Music Group.

## Descrizione
L'album presenta alcune cover di brani italiane degli anni sessanta e nuove versioni di brani composti da Renga negli anni passati arrangiati con l'orchestra. Nell'album è compresa anche Uomo senza età, con cui Francesco Renga ha partecipato al Festival di Sanremo 2009.
Il disco ha venduto oltre 100 000 copie. L'album sostiene l'Associazione italiana contro le leucemie-linfomi e mieloma.

## Promozione
Orchestraevoce è stato presentato per la prima volta presso il Teatro Quinto di Madrid ed è stato promosso da tre singoli, tutti usciti nel 2009: Uomo senza età, L'ultima occasione e Io che non vivo senza te (18 dicembre).
Nel 2010 l'album è stato promosso dall'Orchestraevoce Tour, nel quale Renga si è esibito nei maggiori teatri d'Italia accompagnato dall'Ensemble Symphony Orchestra.

## Tracce
1. L'immensità – 3:54
2. Se perdo te – 3:11
3. Io che non vivo senza te – 3:13
4. L'ultima occasione – 3:27
5. Pugni chiusi – 2:50
6. Lei – 3:06
7. Un amore così grande – 3:56
8. La voce del silenzio – 3:42
9. Dio, come ti amo – 4:38
10. Angelo – 3:33
11. Uomo senza età – 3:12
12. Non si può morire dentro – 4:32

Tracce bonus nell'edizione deluxe
1. La mente torna
2. Uomo senza età (feat. Daniela Dessì)
3. Non si può morire dentro/De amor ya no se muere (Marta Sánchez)

## Formazione
- Francesco Renga – voce
- Celso Valli Ensemble Orchestra – strumenti ad arco
- Celso Valli – arrangiamento strumenti ad arco

## Classifiche
| Classifica (2009) | Posizione massima |
| ----------------- | ----------------- |
| Italia            | 8                 |